# Legal Man
"Legal Man" is een single uitgebracht door Belle & Sebastian bij Jeepster Records in 2000. Jonny Quinn en Rozanne Suares (The Maisonettes) zorgen respectievelijk voor de congas en de zang.
De cover toont de bandleden Stevie Jackson en Isobel Campbell samen met Adrienne Payne en Rozanne Suarez. De drie nummers op de single werden later verzameld op de compilatie Push Barman to Open Old Wounds. De track werd hun hoogste positie in de charts tot dan toe. (#15 in de Engelse chart). Ze maakten ook hun debuut in de Top of the Pops dankzij deze song.

## Track Listing
(alle nummers geschreven door Belle & Sebastian)
1. "Legal Man" - 2:42
2. "Judy Is a Dick Slap" - 4:05
3. "Winter Wooskie" - 2:41